# Michaił Kujukow
Michaił Michajłowicz Kujukow (ros. Михаил Михайлович Куюков, ur. 22 listopada 1924 we wsi Abaszewo w obwodzie kemerowskim, zm. 30 września 1943 nad rzeką Soż k. Homla) – radziecki wojskowy, czerwonoarmista, Bohater Związku Radzieckiego (1944).

## Życiorys
Był Szorem. Po ukończeniu szkoły w Myskach skończył kursy traktorzystów i pracował w kołchozie. W sierpniu 1942 został powołany do Armii Czerwonej, był szkolony w Omsku, od lutego 1943 uczestniczył w działaniach zbrojnych wojny z Niemcami. We wrześniu 1943 jako żołnierz oddziału karabinów maszynowych 194 pułku 162 Dywizji Piechoty 65 Armii Frontu Centralnego w walkach nad rzeką Soż k. Homla zniszczył 5 gniazd karabinów maszynowych wroga i wziął do niewoli 4 Niemców, a w nocy na 30 września 1943 brał udział w odparciu 3 niemieckich kontrataków; został wówczas ranny, a następnie zabity w walce. Uchwałą Prezydium Rady Najwyższej ZSRR z 15 stycznia 1944 pośmiertnie otrzymał Złotą Gwiazdę Bohatera Związku Radzieckiego i Order Lenina. Był jedynym Szorem - Bohaterem Związku Radzieckiego.